# Elmdale (Minnesota)
Elmdale és una població dels Estats Units a l'estat de Minnesota. Segons el cens del 2000 tenia 107 habitants.

## Demografia
Segons el cens del 2000, Elmdale tenia 107 habitants, 43 habitatges, i 28 famílies. La densitat de població era de 12,1 habitants per km².
Dels 43 habitatges en un 20,9% hi vivien nens de menys de 18 anys, en un 48,8% hi vivien parelles casades, en un 14% dones solteres, i en un 32,6% no eren unitats familiars. En el 23,3% dels habitatges hi vivien persones soles l'11,6% de les quals corresponia a persones de 65 anys o més que vivien soles. El nombre mitjà de persones vivint en cada habitatge era de 2,49 i el nombre mitjà de persones que vivien en cada família era de 2,93.
Per edats la població es repartia de la següent manera: un 21,5% tenia menys de 18 anys, un 6,5% entre 18 i 24, un 30,8% entre 25 i 44, un 27,1% de 45 a 60 i un 14% 65 anys o més.
L'edat mediana era de 38 anys. Per cada 100 dones de 18 o més anys hi havia 82,6 homes.
La renda mediana per habitatge era de 38.125 $ i la renda mediana per família de 38.750 $. Els homes tenien una renda mediana de 23.333 $ mentre que les dones 28.125 $. La renda per capita de la població era de 12.504 $. Entorn del 16,7% de les famílies i l'11,9% de la població estaven per davall del llindar de pobresa.

## Poblacions més properes
El següent diagrama mostra les poblacions més properes.